# Mešičkasta žleza
Mešičkasta ali alveolarna žleza (tudi acinarna žleza) je vrsta žleze, katere celice so urejene v obliko mešička. Značilne so tudi vidne svetline v notranjosti žleze. Primera mešičkastih žlez sta aktivna mlečna žleza in žleza lojnica.
Nekateri viri ločujejo izraza mešičkasta (alveolarna) in acinarna žleza glede na velikost svetline; mešičkaste žleze imajo po tej definiciji večjo svetlino.